# Sala Zellerbach
Zellerbach Hall es una sala de espectáculos ubicado en el campus de la Universidad de California, Berkeley, al oeste de Lower Sproul Plaza. Fue diseñado por el arquitecto y profesor Vernon DeMars y terminado en 1968. La sala consiste de dos espacios principales: el Auditorio Zellerbach con un capacidad de 1 984, y el Teatro Zellerbach con un capacidad de 500 personas.
El Auditorio Zellerbach es la sala principal para Cal Performances, un organización artística de presentación y producción de la universidad. La sala es adecuada para ocupar producciones de danza, teatro y ópera, con un muro usado para conciertos de música sinfónica y clásica.
El Teatro Zellerbach es utilizado principalmente por el Departamento de Teatro y Danza de la universidad. Zellerbach Hall recibió su nombre en honor de Isadore y Jennie Zellerbach, después de que donaron alrededor de $1 millón para completar las instalaciones.
Christine McVie de la banda Fleetwood Mac grabó aquí su canción "Songbird" (del álbum Rumors ) en 1976.
En mayo de 1998, el programa Jeopardy! celebró su campeonato universitario anual en Zellerbach Hall.